# Крылова, Людмила Ивановна
Людми́ла Ива́новна Крыло́ва (род. 2 октября 1938, Москва) — советская и российская актриса театра и кино. Заслуженная артистка РСФСР (1982).

## Биография
Людмила Крылова родилась 2 октября 1938 года в Москве, в малообеспеченной семье.
Мать умерла в 1947 году, когда Людмиле ещё не было девяти лет.
Во время учёбы в старших классах средней школы занималась в драматическом кружке при московском Дворце культуры «Правда» на улице Правды. 
В 1956 году, после окончания средней школы, решила поступать в Щепкинское училище. Тогда Вениамин Иванович Цыганков, набиравший актёрский курс, ставил в Малом театре пьесу Бориса Горбатова «Одна ночь» и ему нужен был мальчик, похожий на главную героиню. Людмила была на неё похожа, поэтому педагог и режиссёр буквально вёл её на вступительных экзаменах до самого поступления.
В 1960 году окончила Высшее театральное училище имени М. С. Щепкина в Москве (курс В. И. Цыганкова), однокурсниками были известные впоследствии драматурги Андрей Вейцлер и Александр Мишарин.
С 1960 года — актриса Московского драматического театра «Современник».
Также работает на телевидении и радио.

### Личная жизнь
Муж (с 1959 по 1994 год) — Олег Табаков, актёр и режиссёр, педагог, директор МХАТ. Супруги прожили в браке тридцать четыре года. 
Сын Антон Табаков (род. 11 июля 1960), актёр театра и кино, предприниматель и ресторатор.
Дочь Александра Табакова (род. 1966), актриса.

## Творчество

### Роли в театре
- 1958 — «Два цвета» А. Зака и Н. Кузнецова — Верочка
- «Пять вечеров» А. М. Володина — Катя[2]
- «Старшая сестра» А. М. Володина — Лида
- «С любимыми не расставайтесь» А. М. Володина — Лариса
- «Голый король» Е. Л. Шварца — принцесса
- «Белоснежка и семь гномов» Л. Е. Устинова, О. П. Табакова — принцесса
- «Вечно живые» В. С. Розова — Вероника
- «В день свадьбы» В. С. Розова — Нелли
- «Четыре капли» В. С. Розова — Лариса
- «Обыкновенная история» по И. А. Гончарову — Наденька
- «Народовольцы» А. П. Свободина — Софья Перовская
- «Валентин и Валентина» М. М. Рощина — Маша
- «Эшелон» М. М. Рощина — Люська
- «Спешите делать добро» М. М. Рощина — Аня
- «Провинциальные анекдоты» А. В. Вампилова — Фаина, Виктория
- «Восточная трибуна» А. М. Галина — Самохвалова
- «Крутой маршрут» Евгении Гинзбург — Аня-маленькая[7]
- «Играем…Шиллера!» по пьесе «Мария Сюарт» Ф. Шиллера — Анна Кеннеди[7]
- «Три товарища» Эриха Марии Ремарка — Мамочка[7]
- «Подлинная история М. Готье по прозвищу „Дама с камелиями“» — Нанин[7]
- «Время женщин» по роману Елены Чижовой — Гликерия

### Роли в кино
- 1957 — Рассказы о Ленине — Александра («Сашенция»), медсестра в Горках
- 1958 — Добровольцы — Мария Суворова, советская лётчица-парашютистка
- 1959 — Катя-Катюша — Катя
- 1959 — Сверстницы — Светлана, одноклассница и подруга Татьяны и Киры
- 1961 — Битва в пути — Даша
- 1962 — Молодо-зелено — Вера, жена Алексея, домохозяйка
- 1964 — Живые и мёртвые — Татьяна Николаевна Овсянникова, военный врач
- 1964 — Негасимое пламя —
- 1965 — Дорога к морю — Славка (Ярослава), сестра-близнец Аси
- 1965 — Строится мост — Надежда Серёгина, комсорг мостоотряда
- 1966 — Сказки русского леса — Белоснежка
- 1967 — Возмездие — Татьяна Николаевна Овсянникова, военный врач
- 1969 — Студент — Варенька, воспитанница Звёздовых
- 1970 — Обыкновенная история — Наденька Любецкая
- 1971 — Достояние республики — Анна Спиридоновна (Анюта), воспитатель в детском доме имени Парижской коммуны
- 1971 — Свой остров — Эйке
- 1972 — Город на Кавказе —
- 1978 — Накануне премьеры — Зинаида Балабанова, актриса ТЮЗа
- 1979 — Ах, водевиль, водевиль… — Катенька, служанка
- 1979 — «Ералаш» (выпуск № 19, сюжет «Подхалим»)[8] — Марья Семёновна, учительница
- 1981 — Мы не увидимся с тобой — Нина, дочь Лопатина
- 1982 — Печники — Мария Фёдоровна, директор школы
- 1982 — Спешите делать добро — Анна, сестра Зои
- 1984 — Сказки старого волшебника — королева
- 1985 — Кто войдёт в последний вагон — Светлана, жена Панкратова
- 1988 — Брызги шампанского — Ксения Николаевна, мать Володи
- 1995 — Грибоедовский вальс —
- 2008 — Крутой маршрут — Аня-маленькая

### Озвучивание мультфильмов
- 1980 — Свинопас — принцесса

### Озвучивание сказок
- 1980 — Тигрёнок, который говорил «Р-р-р»

## Награды
- Орден «За заслуги в культуре и искусстве» (20 декабря 2024 года) — за вклад в развитие отечественной культуры и искусства, многолетнюю плодотворную деятельность[9].
- Заслуженная артистка РСФСР (1982 год).